# Onze-Lieve-Vrouw-van-Goede-Raadkerk (Maastricht)
De Onze-Lieve-Vrouw-van-Goede-Raadkerk is een voormalige Rooms-katholieke parochiekerk in de Nederlandse stad Maastricht. De kerk en het naastgelegen klooster aan het Malpertuisplein in de buurt Malpertuis vormen de thuishaven van operagezelschap Opera Zuid. Het voormalig kerkgebouw (zonder het klooster) is een gemeentelijk monument.

## Geschiedenis
De woonwijk Malpertuis was een van de naoorlogse uitbreidingen aan de westzijde van Maastricht, gebouwd tussen 1958 en 1965. In 1958 werd een rectoraat opgericht. Door het priestertekort benaderde men de augustijnen om de zielzorg in dit nieuwe woongebied op zich te nemen. In 1960 werd een nieuw Augustijnenklooster midden in de wijk gesticht, 165 jaar nadat het oorspronkelijke klooster (de "Awwestiene") was opgeheven. De augustijnen zouden ook de nieuwe kerk gaan bedienen. Van 1958-1965 werd een barak als noodkerk gebruikt. In 1965 kwam de definitieve kerk gereed, waarna de noodkerk werd gesloopt. Op 2 april 1966 werd de nieuwe kerk en het bijbehorende klooster ingewijd door bisschop Moors van Roermond.
In 1979 verlieten de augustijnen het klooster. De Stichting "Jan Baptist", die zich bezighield met de opvang van uit huis geplaatste kinderen, gebruikte daarna het klooster tot omstreeks 1990. In 1992 werd het een privékliniek. De kerk sloot omstreeks 2000 en werd in 2002 aan de Gemeente Maastricht verkocht. In 2003 vestigde Opera Zuid zich in de voormalige kerk.

## Beschrijving
De zaalkerk werd in 1964 ontworpen door Jean Huysmans. De kubusvormige kerk heeft vier vrijwel identieke gevels, opgetrokken uit rode baksteen. Het gebouw kenmerkt zich door hoge, smalle vensters met rondbogen, die de bakstenen muren verdelen in verticale kolommen, aan de bovenzijde met elkaar verbonden door rondboogarcaden. Hier en daar worden de venstersstrips onderbroken door onregelmatig geplaatste baksteenpanelen.
De glas-in-loodvensters, ontworpen door Albert Troost, zorgen dat het interieur baadt in een caleidoscopisch licht.

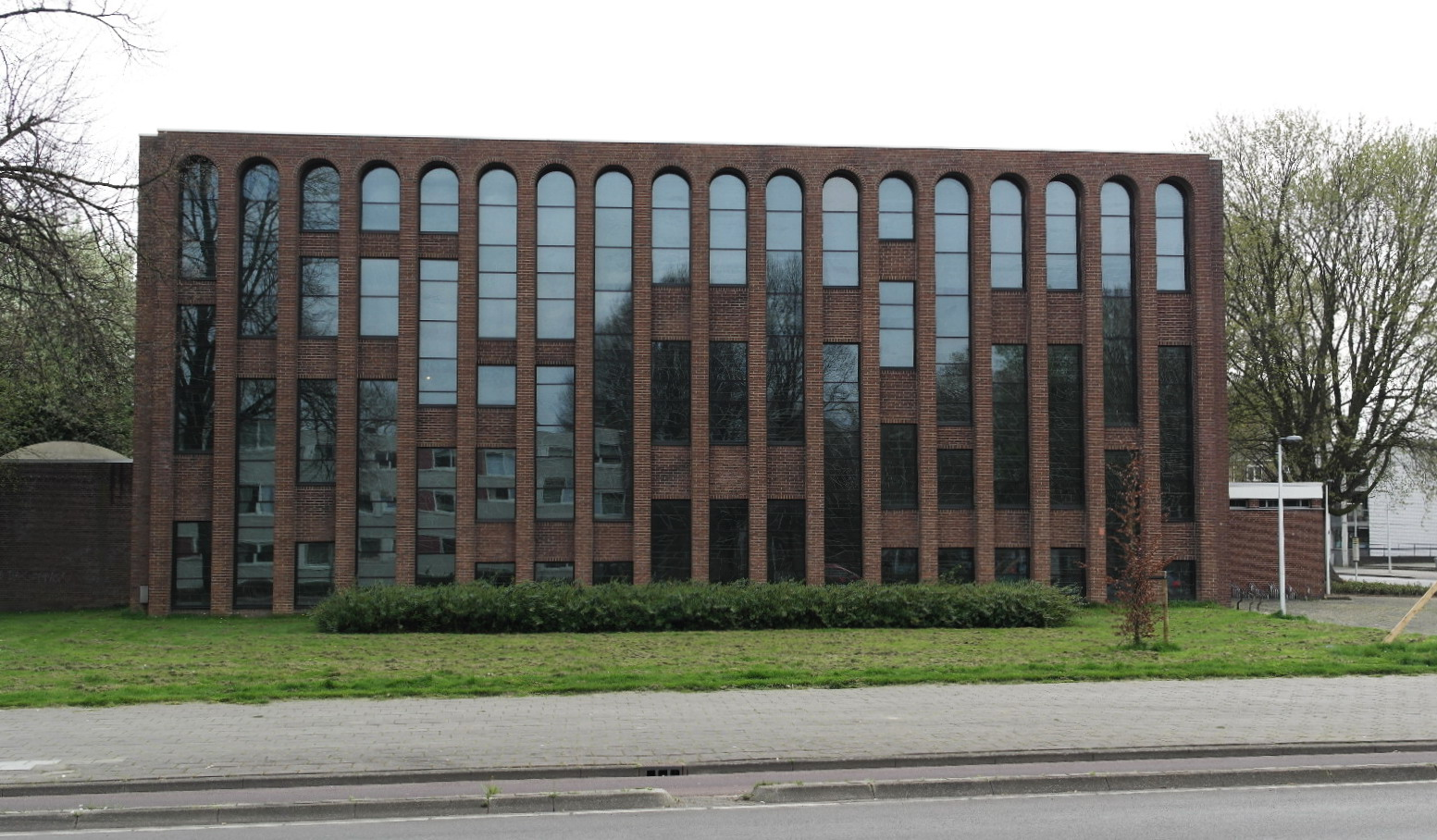
Noordwestgevel
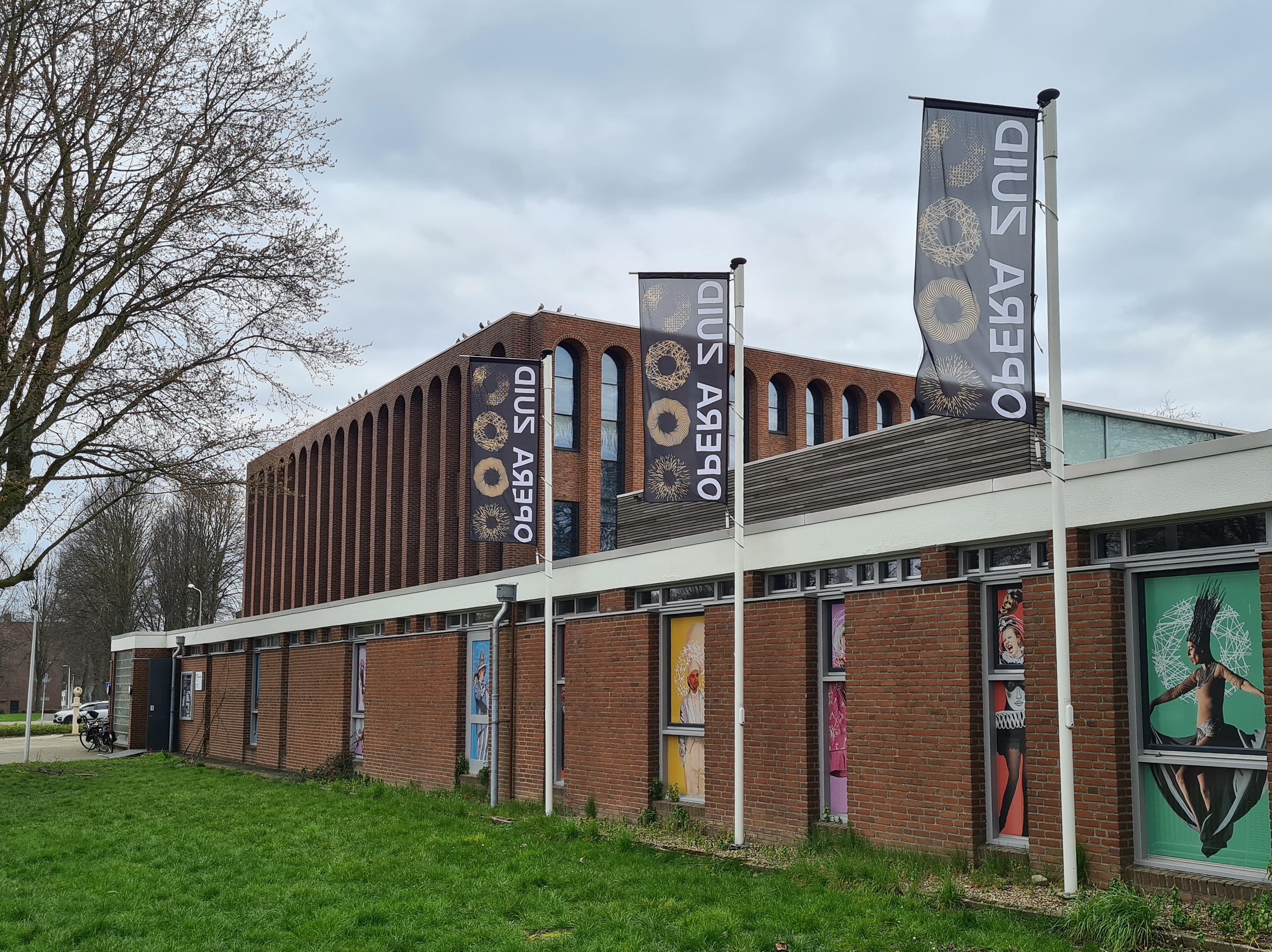
Vanuit het zuiden
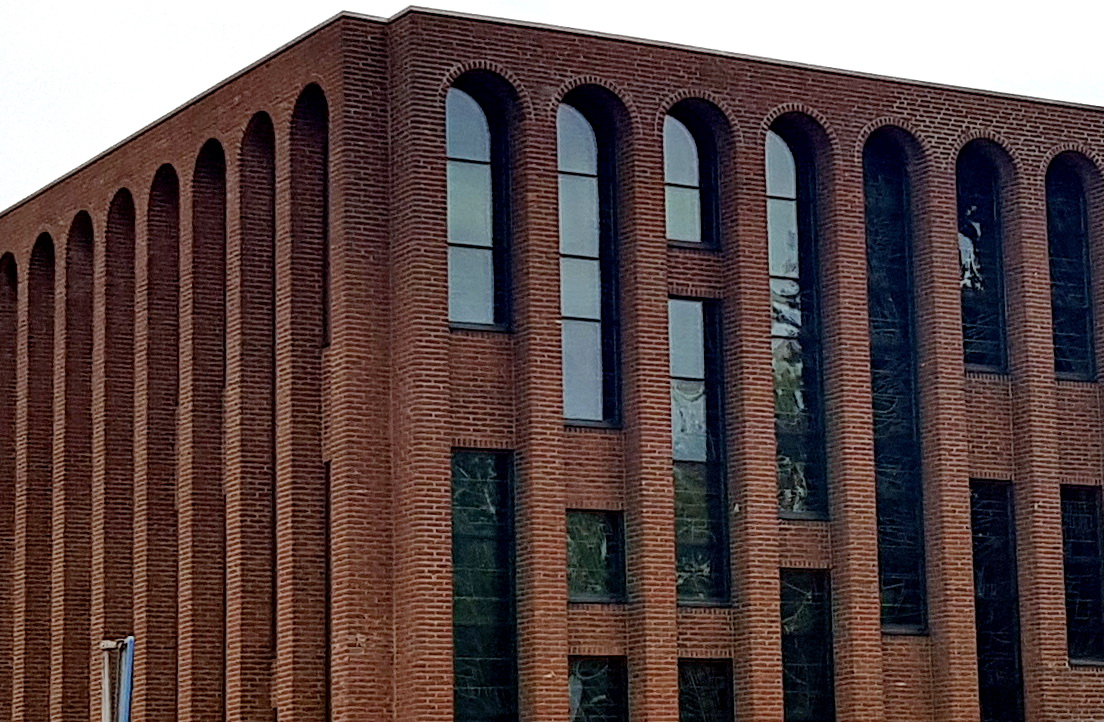
Geveldetail
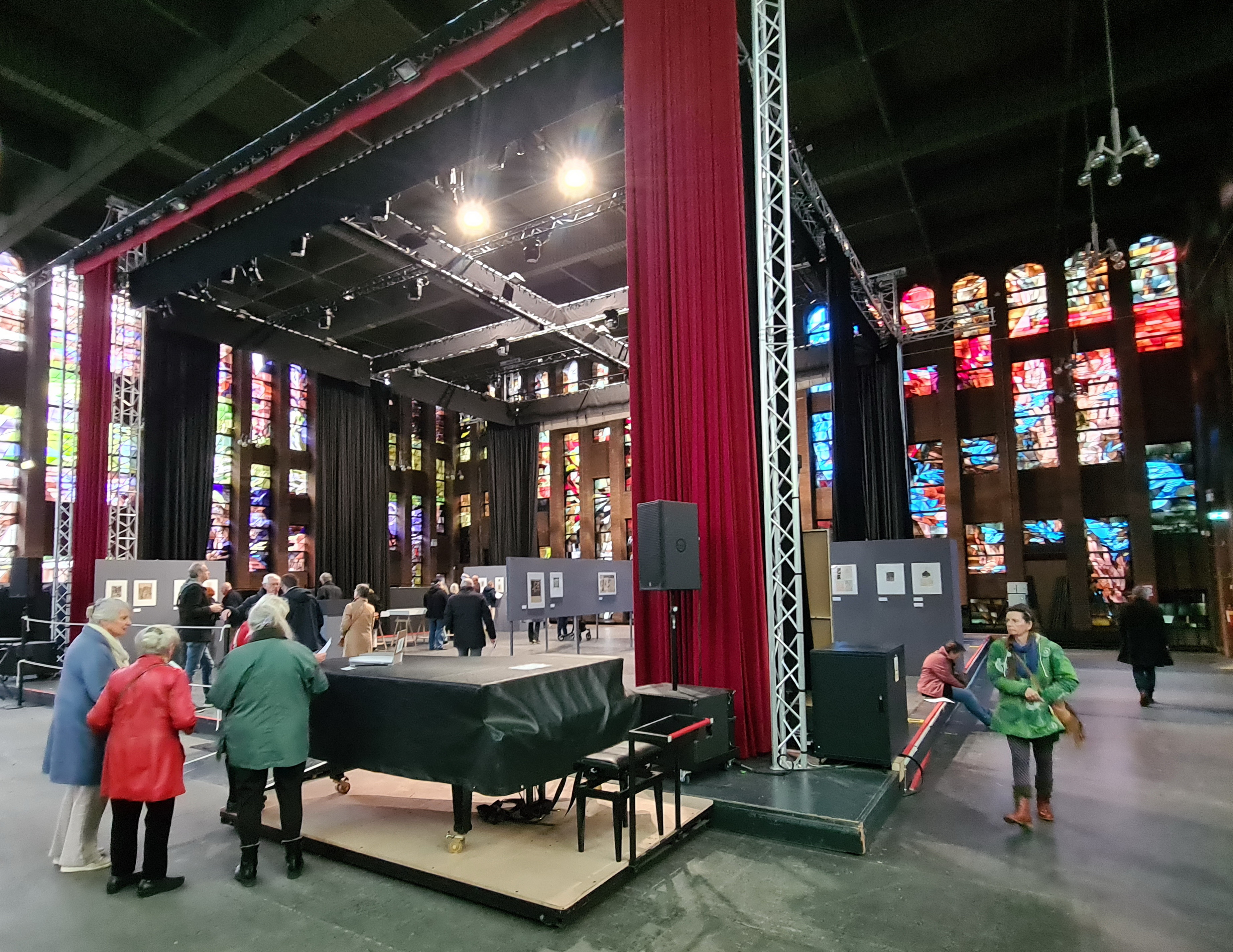
Interieur anno 2024
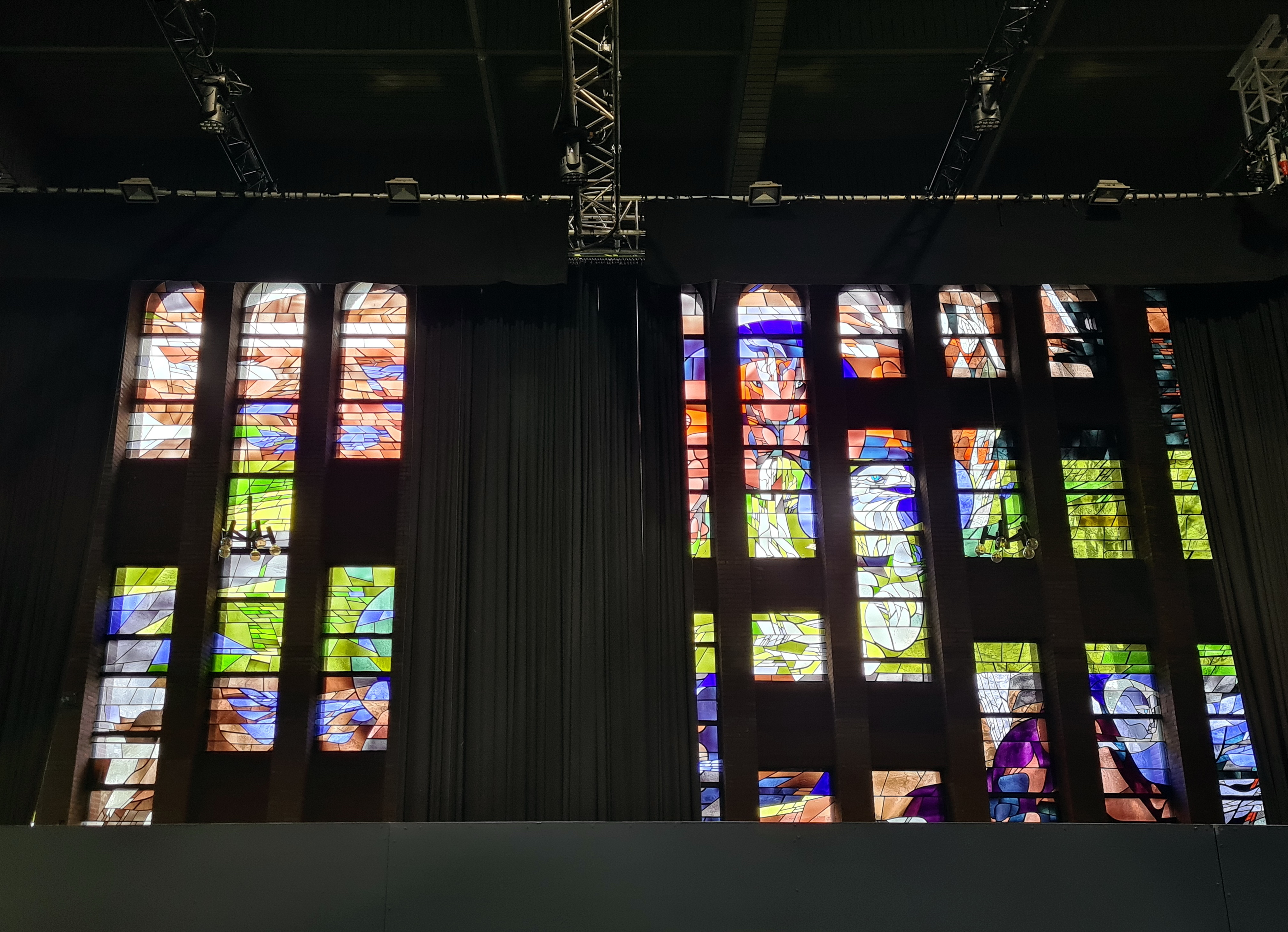
Glas-in-loodramen
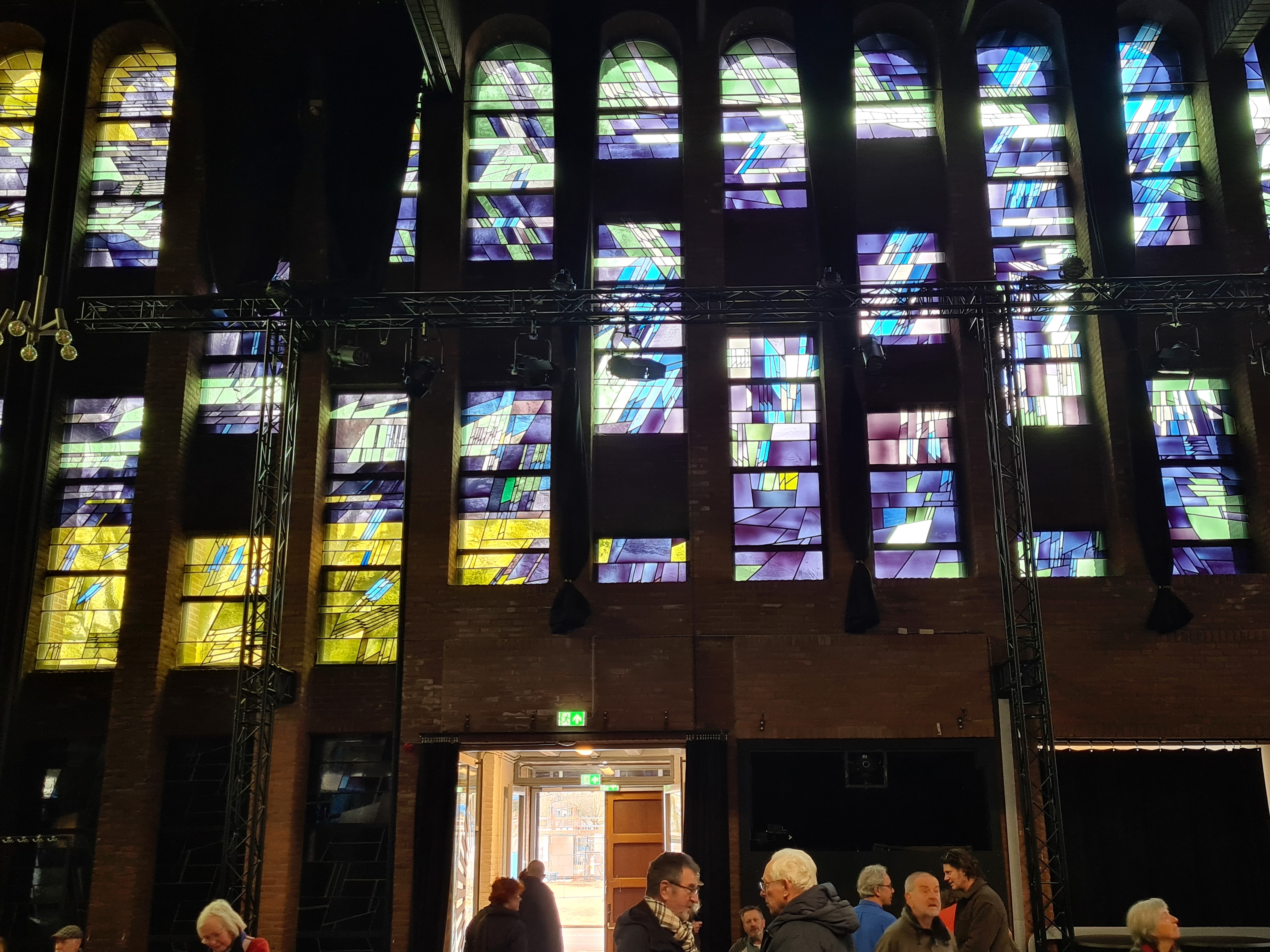
Idem

* betekent: niet langer in gebruik voor religieuze doeleinden; ** betekent: (deels) gesloopt, verdwenen